# Peculiar
Peculiar és una població dels Estats Units a l'estat de Missouri. Segons el cens del 2000 tenia 2.604 habitants.

## Demografia
Segons el cens del 2000, Peculiar tenia 2.604 habitants, 953 habitatges, i 730 famílies. La densitat de població era de 287,3 habitants per km².
Dels 953 habitatges en un 42,6% hi vivien nens de menys de 18 anys, en un 60,7% hi vivien parelles casades, en un 13,1% dones solteres, i en un 23,3% no eren unitats familiars. En el 19,7% dels habitatges hi vivien persones soles el 8,6% de les quals corresponia a persones de 65 anys o més que vivien soles. El nombre mitjà de persones vivint en cada habitatge era de 2,73 i el nombre mitjà de persones que vivien en cada família era de 3,14.
Per edats la població es repartia de la següent manera: un 31,8% tenia menys de 18 anys, un 9% entre 18 i 24, un 31,2% entre 25 i 44, un 18,7% de 45 a 60 i un 9,3% 65 anys o més.
L'edat mediana era de 31 anys. Per cada 100 dones de 18 o més anys hi havia 89 homes.
La renda mediana per habitatge era de 44.769 $ i la renda mediana per família de 48.534 $. Els homes tenien una renda mediana de 36.921 $ mentre que les dones 27.885 $. La renda per capita de la població era de 19.104 $. Entorn del 5,7% de les famílies i el 7,5% de la població estaven per davall del llindar de pobresa.

## Poblacions més properes
El següent diagrama mostra les poblacions més properes.